# 近鉄モ2000形電車
近鉄モ2000形電車（きんてつモ2000がたでんしゃ）とは近畿日本鉄道（近鉄）が製造した電車である。本項では同形式の制御車として製造されたク1550形についても記す。
本形式は太平洋戦争終戦後の混乱期に運輸省が制定した「私鉄郊外電車設計要項」に基いて新製された、いわゆる運輸省規格形に区分される車両である。

## 概要
戦中戦後の車両酷使により、近鉄においても車両需給は逼迫していた。特に大阪線を持つ上本町営業局は名古屋・天王寺各営業局よりも酷く、輸送力の確保が求められていた。しかし、当時の地方鉄軌道事業者による車両製造発注は、終戦後間もなくの資材不足などを理由に運輸省の監督下における認可制を採っており、各事業者が自由に製造メーカーへ新車を発注することは事実上不可能であった。また、運輸省の打ち出した施策を受け、同省の実務代行機関である日本鉄道会（現・日本民営鉄道協会）は、1947年（昭和22年）度に地方鉄軌道事業者の新製車両に関する規格「私鉄郊外電車設計要項」を制定、原則的に同要項に沿って設計された車両、いわゆる「運輸省規格形車両」の新製発注のみを認可することとした。このような情勢で近鉄は同要項からモハ63形スケールのA形を選択、1948年に大阪線向けとして登場したのが本系列であった。

## 車種構成
本形式およびその同系車は、以下のように構成される。
1948年7月竣工
- モ2000形 制御電動車(Mc)
  - モ2000 - 2009

1949年5月竣工
- ク1550形 制御車(Tc)
  - ク1550 - 1554

製造はいずれも近畿車輛である。なお、末尾0番のものから製造された車両は、本系列が最後であった。

## 車体
両形式とも半鋼製で20 mの車体であり正面貫通式、片側3扉の片開きで窓配置はd2D4D4D2dである。車内はロングシートとなっている。なおどちらも両運転台車である。この後に新造されたク1560形は全鋼製となったため、本系列は大阪線において最後の半鋼製車となっている。
戦後の混乱復旧時に製造された車両であったことから、出場当時の車体外板には歪みなどが見られた。

## 主要機器
主電動機は日立製EFC-H60と公称されるHS-3501Aで1車両につき4基を搭載、出力は150 kWである。制御器は日立製MMC-H200EZが搭載された。制動装置は中継弁付きA動作弁のA自動空気ブレーキ(AMA-R・ACA-R)となっている。
集電装置は日立製K-137-Aを搭載している。台車はH-143と称するKS-33となっている。

## 改造・改番
末尾0番の車両はモ2000形が1964年8月に、ク1550形が1962年10月に整理のため下記のように改番されている 。
モ2000形モ2000→モ2000形モ2010
ク1550形1550→ク1550形ク1555
1963年からは片方の運転台を撤去する工事が行われ、1969年時点では全車とも片運転台化されている。モ2000形についてはさらに同じ時期にモ2004・2008・2010を除く7両について両開き扉に改造している。また両開き扉に改造された7両とモ2008には内装近代化工事も施工された。

## 運用・廃車
本系列は大阪線の区間車として主に上本町 - 河内国分間の各停を中心に運用されモ2000形2両とク1550形1両でMcTcMcの3両編成を組んで使用された。ク1550形はそれ以外にもモ1000形 - モ1300形の制御車としても使用されている。その後本系列は2410系等の新型車両の増備に加え、老朽化も追い打ちとなり、1973年に全車が退役した。